# 酒井一謹
酒井 一謹（さかい かずのり、1980年4月22日 -）は、日本の実業家。解体工事業を手がける株式会社サンライズ (解体屋)の創業者であり、代表取締役を務める。神奈川県を拠点に、「クレームゼロの解体工事」を掲げた現場管理と顧客対応の徹底により、建設・不動産業界で注目されている。

## 来歴
神奈川県川崎市出身。
2000年、攻玉社専門学校 建築デザイン学科を卒業後、清水建設株式会社に入社。建設現場の安全管理や法人営業などに従事した。
2002年より日神不動産株式会社に勤務し、新築マンションの販売営業として成果を上げ、営業本部長を務めた。
2007年、父親の家業である解体業を引き継ぎ、株式会社サンライズ (解体屋)を設立。
2009年に法人化し、代表取締役に就任。以降、同社を解体工事専門会社として成長させ、2025年時点で神奈川県横浜市、川崎市、東京都を中心に累計2,835件以上の工事実績を誇る。

## 活動
株式会社サンライズ (解体屋)では「クレームゼロの解体工事」を企業理念とし、現場周辺住民への配慮や安全対策に力を入れる経営を行っている。また、若手技術者の育成や業界のイメージ刷新にも取り組んでいる。

## メディア出演・講演

### ラジオ
- 「Boys,be ambitious」（2016年06月29日、エフエムむさしの）[9]

### セミナー
- 元請解体工事ビジネス｜船井総合研究所（2023年02月07日、船井総合研究所）[10]

### インタビュー
- 「解体業に新たな日の出を」クレームゼロと信頼を築くサンライズの挑戦（2025年02月12日、株式会社GENBABOXX）[11]

- 建設業界の「人材」の現状と課題（2024年07月29日、BRAINS）[12]

- 終わりを新たな一歩に解体工事の常識を覆す（2024年07月29日、Ｂ-plus）[13]